# چرخانه‌های عرضی

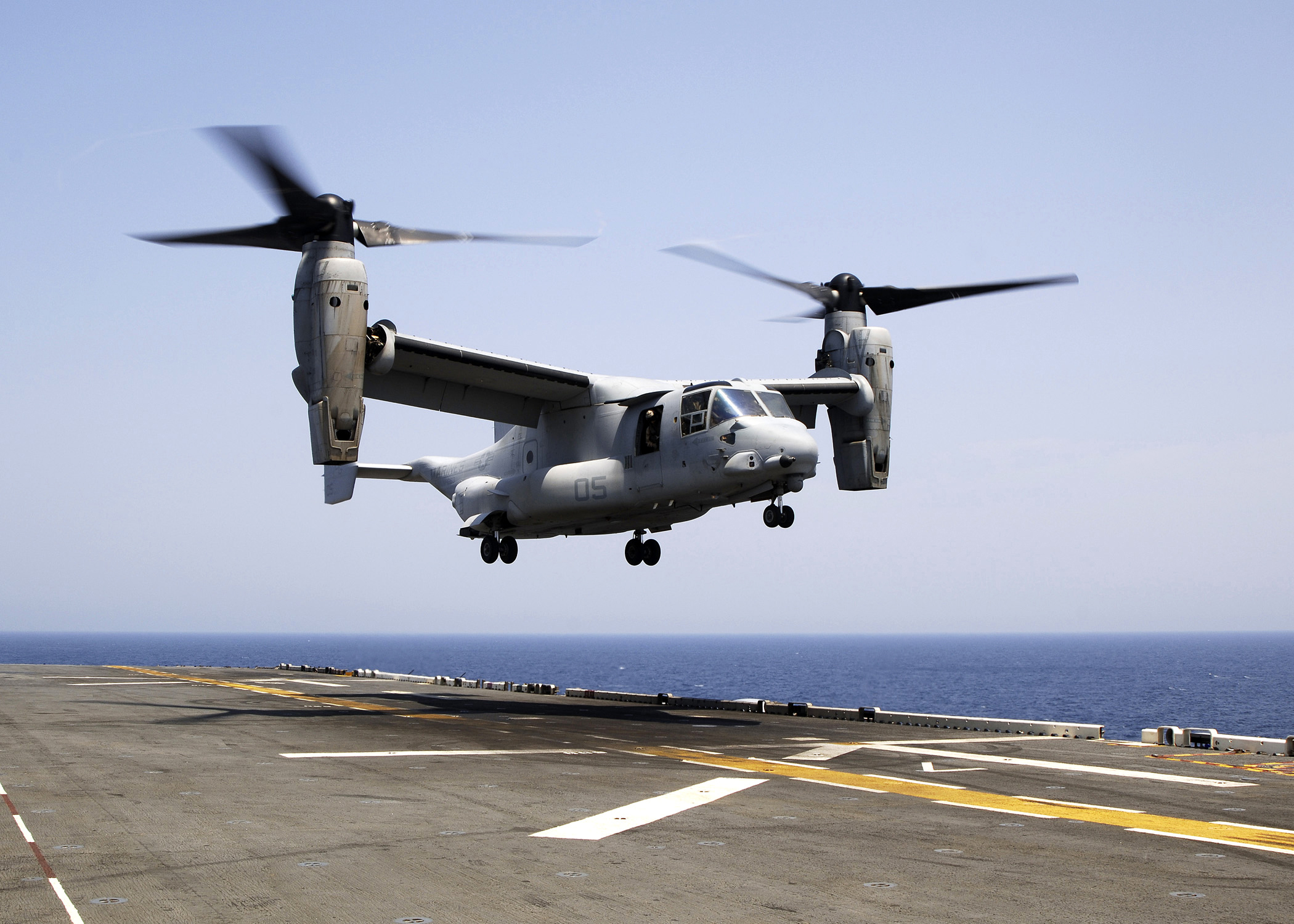
بل بوئینگ وی-۲۲ آسپری با دو چرخانهٔ عرضی

پویانمایی از پروانه‌های عرضی

چرخانه‌های عرضی (به انگلیسی: Transverse rotors) به یک جفت پروانه می‌گویند که در دو سوی بالگرد و به صورت عرضی در یک راستا نصب می‌شوند. این دو پروانه در خلاف جهت همدیگر دوران می‌کنند تا نیروی حاصل از انحراف (yaw) همدیگر را خنثی کنند. این نوع پروانه‌ها در دو نوع پروانه ثابت و کج‌پروانه موجود هستند.
بالگردهای تک‌چرخانه (یونیکوپتر) به یک چرخانهٔ (روتور) دم اضافی یا اگزوز دم اضافی برای خنثی کردن تکانه زاویه‌ای واکنشی تولید شده توسط روتور اصلی نیاز دارند. بالگردهای پروانه‌عرضی، با این حال، از پروانه‌های ضد چرخش استفاده می‌کنند که هر یک از آنها گشتاور دیگری را خنثی می‌کند. پره‌های پروانه ضد چرخش نیز اگر در مسیر پروانه دیگر خم شوند با یکدیگر برخورد نمی‌کنند و آنها را از بین نمی‌برند. علاوه بر این، پیکربندی چرخانه عرضی مزیت بار بالاتر با تیغه‌های کوتاه‌تر را دارد، زیرا دو مجموعه برای بالا بردن کار می‌کنند. همچنین، تمام نیروی موتورها را می‌توان برای بلند کردن استفاده کرد، در حالی که یک بالگرد تکچرخانه باید بخشی از نیروی موتور خود را برای ایجاد نیروی رانش دم منحرف کند.
طراحی پروانه عرضی با محفظه‌های قابل چرخش به عنوان کج‌پروانه (tilt-rotor) شناخته می‌شود در حالی که طرح‌هایی که کل بال می‌چرخد به عنوان کج‌بال (tilt-wings) شناخته می‌شوند.